# Републикански път II-74
Републикански път II-74 е второкласен път, част от Републиканската пътна мрежа на България, преминаващ по територията на области Шумен и Търговище. Дължината му е 38,0 km.
Пътят се отклонява надясно при 138,5 km на Републикански път I-7 югоизточно от град Велики Преслав и се насочва на запад-северозапад. След като премине през центъра на Велики Преслав и покрай селата Мостич и Имренчево навлиза в Търговишка област. Тук последователно преминава покрай селата Кралево, Певец и Руец и достига центъра на град Търговище. В западната част на града пресича Републикански път I-4 при неговия 231,2 km, завива на северозапад, минава през село Здравец и югоизточно от село Дралфа се свързва с Републикански път II-51 при неговия 70,8 km.
| Пътища, отклоняващи се надясно (населено място, № на пътя, посока на пътя) | км   | Пътища, отклоняващи се наляво (посока на пътя, № на пътя, населено място) |
| -------------------------------------------------------------------------- | ---- | ------------------------------------------------------------------------- |
| Община Велики Преслав, Област Шумен, I-7, 138,5 km →                       | 0,0  | → 138,5 km, I-7, Област Шумен, Община Велики Преслав                      |
| (за с. Кочово) общински път, гр. Велики Преслав ←                          | 1,5  | гр. Велики Преслав                                                        |
| (за с. Мостич) общински път ←                                              | 6,2  |                                                                           |
|                                                                            | 7,2  | → общински път (за с. Имренчево)                                          |
| Община Търговище, Област Търговище                                         | 9,7  | Област Търговище, Община Търговище                                        |
|                                                                            | 11,6 | → общински път (за с. Кралево)                                            |
| (от с. Мировец) III-5102, 29,3 km, с. Певец →                              | 15,4 | с. Певец                                                                  |
| с. Баячево                                                                 | 17,2 | с. Баячево                                                                |
|                                                                            | 19,7 | → общински път (за с. Руец)                                               |
| гр. Търговище                                                              | 23,9 | гр. Търговище                                                             |
| (до 107,3 km на I-2) I-4, 231,2 km, гр. Търговище ←                        | 25,4 | ← гр. Търговище, 231,2 km, I-4 (от 155,8 km на I-3)                       |
|                                                                            | 28,8 | → общински път (за с. Момино)                                             |
| с. Здравец                                                                 | 32,5 | с. Здравец                                                                |
|                                                                            | 35,2 | → общински път (за с. Подгорица)                                          |
| (до 95,5 km на I-2) II-51, 70,8 km ←                                       | 38,0 | ← 70,8 km, II-51 (от гр. Бяла)                                            |